# Senecio martinensis
Senecio martinensis là một loài thực vật có hoa trong họ Cúc. Loài này được Dusén miêu tả khoa học đầu tiên năm 1907.